# Quatuor Manfred
Le quatuor Manfred est un quatuor à cordes français actif entre 1986 et 2020.

## Historique
Le Quatuor Manfred est un quatuor à cordes fondé en 1986,.
Basé à Dijon depuis 1987, il a créé l’une des premières classes de quatuor à cordes de France. Ses membres étaient professeurs au Conservatoire de Dijon,,.
En 1989, l'ensemble triomphe à deux des concours les plus prestigieux ouverts aux jeunes quatuors à cordes, remportant le 1er prix du Concours international de Banff (Canada) et le 1er grand prix du Concours international d’Évian (France),.
La formation travaille avec les membres des quatuors Amadeus et Melos, avant de confirmer sa reconnaissance internationale en se produisant régulièrement en Europe, au rythme de plusieurs concerts par an, et de collaborer avec des artistes tels Mstislav Rostropovitch, Yuri Bashmet, Anne Queffélec, Jean-Claude Pennetier, Paul Meyer ou Raphaël Pidoux.
Le quatuor Manfred cesse toute activité de concert en 2020.

## Membres
Les membres de l'ensemble étaient :
- premier violon : Marie Béreau ;
- second violon : Luigi Vecchioni ;
- alto : Alain Pélissier (1986-2003), Vinciane Béranger (2003-2008), Emmanuel Haratyk (depuis 2008) ;
- violoncelle : Christian Wolff.

## Créations
Le Quatuor Manfred est le créateur de plusieurs œuvres, de Thierry Escaich (Après l'aurore, 2005), Michaël Levinas (Les Lettres entrelacées V, 2000), Florentine Mulsant (Quatuor, op. 47, 2014), notamment.